# Esmeralda (Omereque)
Esmeralda ist eine Ortschaft im Departamento Cochabamba im südamerikanischen Andenstaat Bolivien.

## Lage im Nahraum
Esmeralda liegt in der Provinz Narciso Campero und ist der drittgrößte Ort des Cantón Omereque im Municipio Omereque. Die Ortschaft liegt auf einer Höhe von 1603 m am linken, östlichen Ufer des Río Mizque.

## Geographie
Esmeralda liegt zwischen den Gebirgsketten der Cordillera Oriental und der Cordillera Central. Das Klima ist geprägt durch ein typisches Tageszeitenklima, bei dem die Temperaturschwankungen zwischen Tag und Nacht größer sind als zwischen den Jahreszeiten.
Die Jahresdurchschnittstemperatur der Region liegt bei etwa 20 °C (siehe Klimadiagramm Omereque), wobei die Monatsdurchschnittswerte zwischen 17,5 °C im Juli und 22 °C von Oktober bis Februar schwanken. Der Jahresniederschlag liegt bei 500 mm, mit einer ausgeprägten Trockenzeit von April bis Oktober mit Monatswerten unter 20 mm, und einer kurzen Feuchtezeit von Dezember bis Februar mit monatlich etwa 100 mm.

## Verkehrsnetz
Esmeralda liegt in einer Entfernung von 251 Straßenkilometern südöstlich von Cochabamba, der Hauptstadt des Departamentos.
Von Cochabamba führt die asphaltierte Nationalstraße Ruta 7 in südöstlicher Richtung 44 Kilometer bis Paracaya, von dort führt die Nationalstraße Ruta 23 auf 146 Kilometern weiter nach Südosten über Punata, Arani und Mizque nach Aiquile.
Vier Kilometer vor Aiquile biegt die Nationalstraße Ruta 5 nach Osten in Richtung Saipina ab und erreicht nach 55 Kilometern den Flusslauf der Quebrada Huerla. Von hier führt elf Kilometer lange Nebenstraße entlang den Río Mizque aufwärts in nördlicher Richtung nach Omereque, überquert die Quebrada El Arenal und erreicht drei Kilometer später Esmeralda.

## Bevölkerung
Die Einwohnerzahl des Ortes ist in dem Jahrzehnt zwischen den beiden letzten Volkszählungen leicht angestiegen:
| Jahr | Einwohner         | Quelle       |
| ---- | ----------------- | ------------ |
| 1992 | keine Detaildaten | Volkszählung |
| 2001 | 471               | Volkszählung |
| 2012 | 498               | Volkszählung |
| 2024 |                   | Volkszählung |

Die Region weist einen hohen Anteil an Quechua-Bevölkerung auf, im Municipio Omereque sprechen 86,3 Prozent der Bevölkerung Quechua.